# 彭诗梦
彭诗梦（1998年5月12日—），女，江苏盐城人，中国足球运动员。她曾随队参加2018年亚足联女子亚洲杯，最终获得季军。她也参加了2019年女子世界杯足球赛、2020年夏季奧林匹克運動會。

## 荣誉

### 俱乐部
江苏女子足球俱乐部
- 中国女子足球超级联赛 冠军：2019